# Тетерин, Иван Михайлович
Иван Михайлович Тетерин (род. 12 января 1952 года, деревня Верхний Кадам, Советский район, Марийская АССР) — российский военный и политический деятель, депутат Государственной Думы VII созыва. Член фракции «Единая Россия», член комитета Госдумы по обороне. Генерал-полковник внутренней службы (2008).

## Биография
Из крестьянской семьи. Окончил среднюю школу в селе Пектубаево в 1969 году.
В Вооружённых Силах СССР с 1969 года. В 1973 году окончил Ульяновское высшее военное командное училище связи имени Г. К. Орджоникидзе, в 1984 году — Военную академию связи имени С. М. Буденного. С 1973 года служил в 4-й гвардейской танковой Кантемировской дивизии Московского военного округа (Наро-Фоминск): командир взвода связи, с 1977 — командир роты связи 12-го гвардейского танкового полка, с 1979 — начальник связи 43-го гвардейского танкового полка. С 1984 года — начальник связи штаба 20-й гвардейской мотострелковой дивизии Группы советских войск в Германии (г. Гримма, ГДР).
В 1986—1988 годах — начальник связи 201-й мотострелковой дивизии 40-й общевойсковой армии Туркестанского военного округа. Участвовал в боевых действиях Афганской войны в составе ограниченного контингента советских войск в Афганистане, находясь в городе Кундуз. С 1988 года служил старшим офицером оперативного отдела управления Гражданской обороны Московского военного округа.
В 1992 году в связи с сокращением Вооружённых Сил части гражданской обороны были переданы в МЧС России, туда же был переведён и И. Тетерин. С 1992 года служил в Центральном региональном центре министерства — заместитель начальника оперативного отдела, начальник отдела защиты и обеспечения, с 1993 — заместитель начальника Центрального регионального центра МЧС России. В январе 1995 года сформировал и возглавил первый отряд спасателей для проведении гуманитарной операции в Чеченской Республике.
С мая 1996 года начальник Северо-Кавказского регионального центра МЧС России (Ростов-на-Дону), после его реорганизации с января 2002 года — начальник Южного регионального центра МЧС России. В 1998 году окончил Северо-Кавказскую академию государственной службы. В 1995—1996 и в 1999—2004 годах выполнял задачи МЧС России в зоне боевых действий в Чеченской Республике. В ходе второй чеченской войны был начальником группировки МЧС России при проведении контртеррористической операции на Северном Кавказе (отвечал за вывоз мирных граждан из зоны боевых действий, за приём беженцев в пунктах временного размещения, за восстановление инфраструктуры Грозного и за его разминирование). Кроме того, лично участвовал и руководил действиями МЧС по ликвидации чрезвычайных ситуаций на юге России после терактов в Каспийске, Буйнакске, Владикавказе, Волгодонске, Кавказских Минеральных Водах, после аварий самолётов под Черкесском и в Сочи, а также при наводнении 2002 года, сходе селевого потока в городе Тырныауз, многих других стихийных бедствий.
С 2005 по апрель 2013 года — начальник, а с 2013 по 2015 годы — президент Академии государственной противопожарной службы МЧС России.
С 2015 года — в запасе. Ещё во время службы занимался политической деятельностью, был кандидатом в президенты Республики Марий Эл на выборах 2000 года. Тогда набрал третье место по числу голосов (18,82 %) среди 7 кандидатов, не вышел во второй тур.
Доктор технических наук. Кандидат социологических наук. Действительный член (академик) Всемирной академии наук комплексной безопасности и Национальной академии наук пожарной безопасности, почётный доктор Академии государственной пожарной службы МЧС России. Автор 6 научных монографий, 2 учебников, 7 учебных пособий и 85 научных статей по проблемам безопасности в чрезвычайных ситуациях и пожарной безопасности.
На выборах 18 сентября 2016 года был избран депутатом Государственной Думы VII созыва от избирательного округа № 196 (Бабушкинский округ, город Москва). Член фракции «Единая Россия». Член комитета Государственной Думы по обороне. Член счётной комиссии Государственной Думы. Работал в Госдуме до истечения срока полномочий депутатов VII созыва в сентябре 2021 года. В выборах следующего созыва депутатов Госдумы участия не принимал. 
Почётный доктор Академии Государственной противопожарной службы МЧС России.

## Законотворческая деятельность
С 2016 по 2019 год, в течение исполнения полномочий депутата Государственной Думы VII созыва, выступил соавтором 85 законодательных инициатив и поправок к проектам федеральных законов.

## Награды
- орден «За военные заслуги» (11.05.1995[9])
- орден Почёта (2000)
- орден Красной Звезды (1988)
- орден «За службу Родине в Вооружённых Силах СССР» III степени (1987)
- медаль ордена «За заслуги перед Отечеством» (2012[10])
- медали СССР и России
- медали Афганистана и других иностранных государств
- ведомственные медали МЧС России
- именное огнестрельное и холодное оружие
- Премия Правительства Российской Федерации в области образования за 2011 год[11]
- 3 премии Национальной академии наук пожарной безопасности (2009, 2010, 2012)